# Digor
Digor là một huyện thuộc tỉnh Kars, Thổ Nhĩ Kỳ. Huyện có diện tích 1164 km² và dân số thời điểm năm 2007 là 26925 người, mật độ 23 người/km².